# Pere Rotger Llabrés
Pere Rotger i Llabrés (Inca, 18 d'agost de 1951) és un polític mallorquí del PP, batlle d'Inca des del 1995 fins a abril de 2010 i president del Parlament de les Illes Balears en dues ocasions, la primera des del 2003 fins al 2007, i la segona des del 14 de juny de 2011 fins a l'11 de desembre de 2012, data de la seva dimissió arran de la seva imputació en el cas Over. Actualment és el vicepresident de PP de Balears. És considerat el màxim representant de l'ala més centrada i regionalista del Partit Popular balear.

## Biografia
A Inca va cursar els estudis de Batxiller al Col·legi La Salle. Va encetar la seva vida laboral com a empleat de banca per passar més tard a convertir-se en empresari del ram de la pell en què va treballar durant 25 anys. Actualment es troba casat amb Catalina Genestra i és pare de dos fills. El seu currículum polític dins del consistori inquer es va encetar el 1987 quan va entrar com a regidor en la candidatura del PP. En aquesta legislatura va tenir responsabilitats de govern a través de la regidoria d'Esports. El 1991 va formar part de la candidatura PP-UM i desenvolupà tasques d'oposició durant quatre anys.
El 1995 es presentà com a cap de llista del Partit Popular que va ser la llista més votada. Rotger va ser elegit batle i governà en minoria la ciutat. Quatre anys després va renovar en el càrrec aquesta vegada amb majoria absoluta que ha mantingut fins al moment. En aquests anys de carrera política Pere Rotger ha desenvolupat altres responsabilitats més enllà de les municipals. S'ha de destacar especialment el fet de ser nomenat President del Parlament de les Illes Balears el 2003 càrrec que va ocupar fins al 2007 i que novament tornà a ocupar el 14 de juny de 2011 arran de la victòria per majoria absoluta del Partit Popular a les eleccions del maig de 2011. Abans, entre el 99 i el 2003, també va ser diputat del Parlament i membre del Consell de Mallorca. També ha ocupat altres càrrecs rellevants com la vicepresidència de la Mancomunitat del Raiguer o la gerència de l'Institut Balear de Desenvolupament Industrial. L'11 de desembre de 2012 va presentar la seva dimissió com a President del Parlament de les Illes Balears per la seva imputació en el cas Over Marketing, branca illenca del cas Gürtel.
En l'àmbit polític s'ha de destacar que des del 1987 i fins al 2005 va ser el president de la Junta Local del Partit Popular d'Inca. Des del 87 també forma part de la Junta Regional del PP i entre el 2000 i el 2008 va ser el president insular del partit. Entre altres distincions i premis, Pere Rotger ha rebut el Premi Ariadna de la Comunitat Autònoma de les Illes Balears el 1998 i la medalla d'or de la Federació Nacional de Bàsquet. Està casat amb una directora de banca i té patrimoni personal a Inca, Biniamar i a Alcúdia, on passa els estius.